# مسجد موسی بن جعفر یزد
مسجد موسی بن جعفر مربوط به دوره متاخر اسلامی اواخر دوره قاجار است و در یزد، خیابان انقلاب، روبروی کوچه باغ صندل،محلۀ چهارمنار، کوچه شهید محمدرضا چیتی واقع شده و این اثر در تاریخ ۱۵ دی ۱۳۸۷ با شمارهٔ ثبت ۲۴۳۴۸ به‌عنوان یکی از آثار ملی ایران به ثبت رسیده است.